# Гортобадь
Гортобадь (угор. Hortobágyi Nemzeti Park) — національний парк в Альфельді, медьє Гайду-Бігар, Угорщина, а також невелике село на його території.

## Загальні відомості

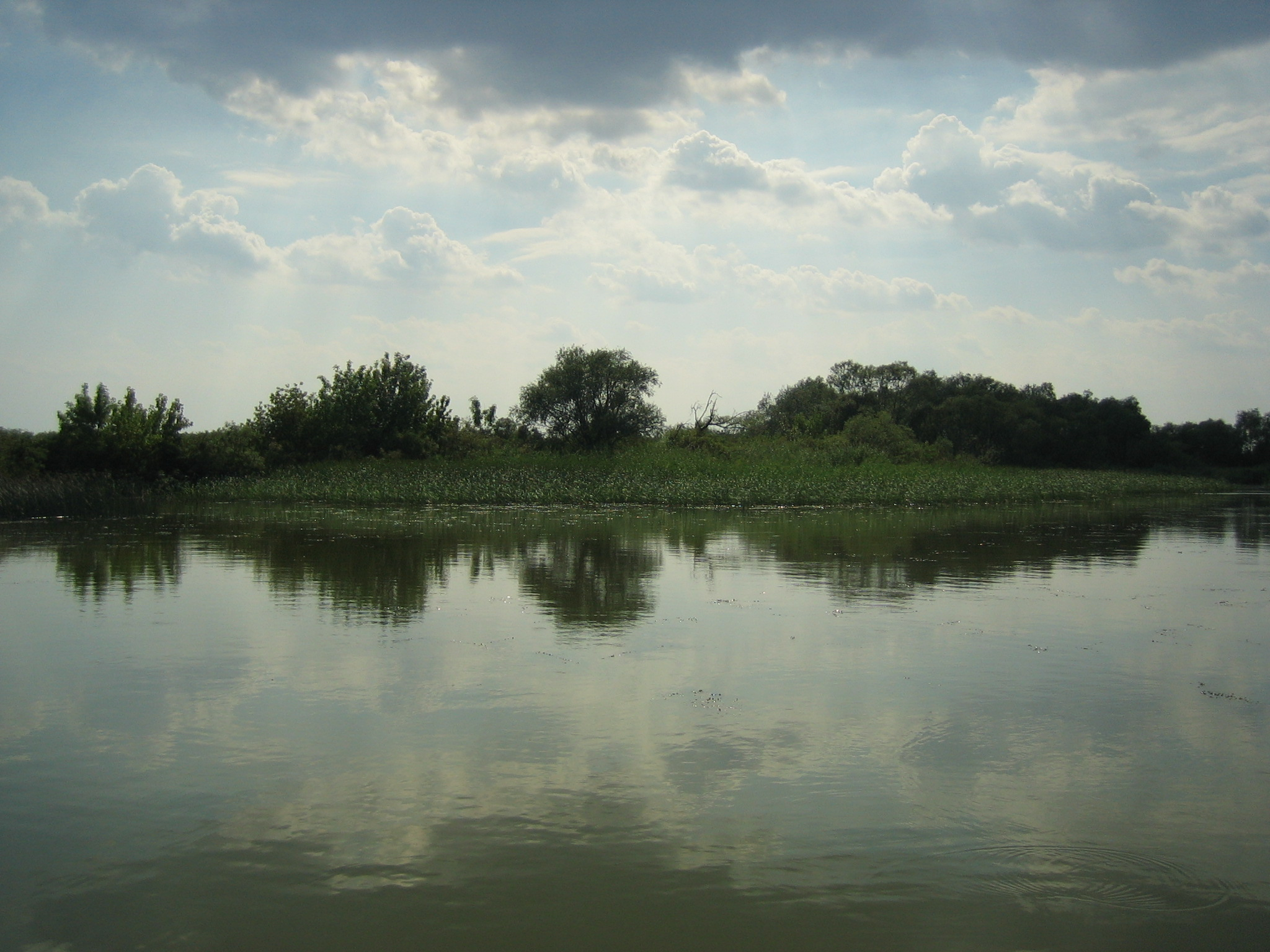
Тиса

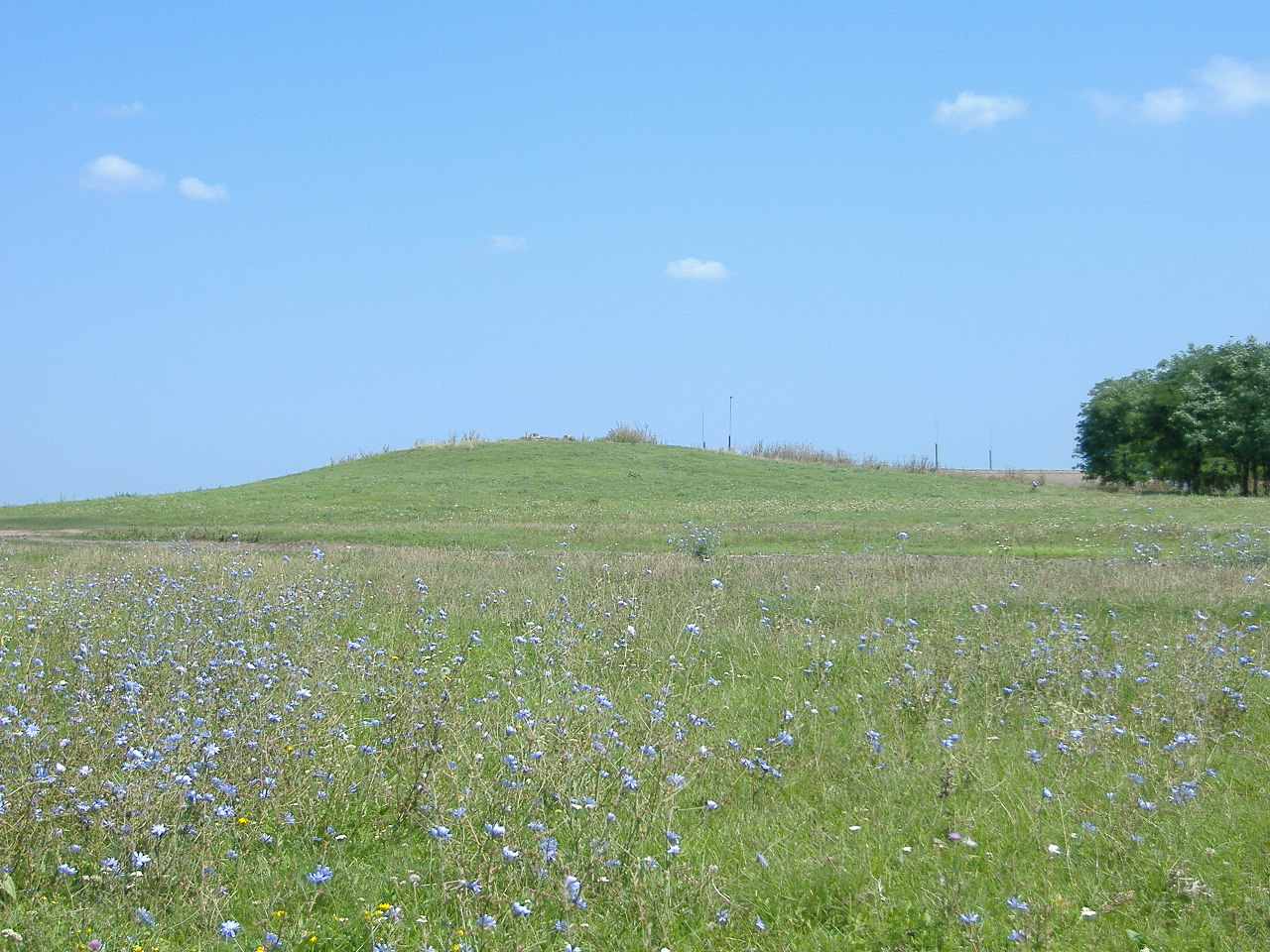
Ландшафт парку

Гортобадь знаходиться на схід від річки Тиса та за 40 км на захід від Дебрецена. Займає площу понад 800 км2, що робить його найбільшою природоохоронною територією Угорщини. Гортобадь — найстаріший національний парк Угорщини, він був заснований в 1973 році. У 1999 році включений до Списку об'єктів Всесвітньої спадщини ЮНЕСКО в Європі (Світова спадщина ЮНЕСКО).
Символом парку є Дев'ятиарковий міст, довжиною 167 м, побудований в 1833 році. Дев'ятиарковий міст — один з найдовших в Угорщині, причому побудований він не над річкою, а над болотною драговиною. Поруч з мостом знаходиться чарда (заїжджий двір), що була побудована близько 300 років тому на давній Соляній дорозі, що вела з Буди до Трансільванії. У чарді є етнографічна виставка.
На території парку функціонує кілька музеїв:
- Музей селянського побуту Гортобадь.
- Музей «Гортобаді-кьорсин» з виставками «Гортобадьський національний парк в малюнках» та «Охорона хижих птахів».
- Сторожка «Салкагалмія».

## Природа

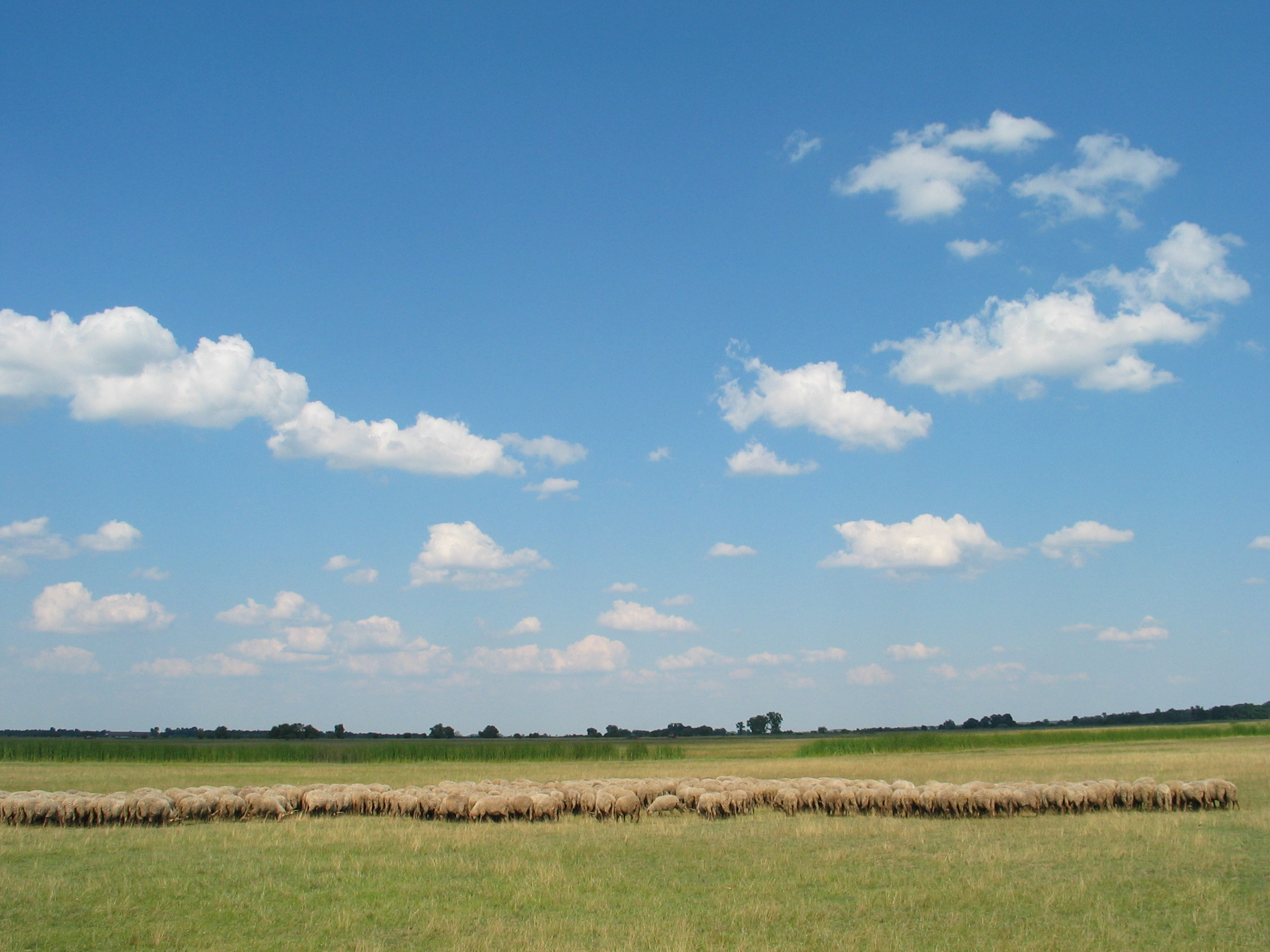
Гортобадь. Отара овець «рацька»

Територія парку має рівнинний рельєф, зайнята степами і  солончаковими пасовищами. Ґрунт складений головним чином алювіальними пісками. Зустрічаються невеликі водойми, болота і діброви. Рослинність характерна для степу. Гортобадь — частина просторого степового регіону Пуста, який, проте, до нинішнього часу значною мірою  меліорований з сільськогосподарськими цілями, так що первісний і незайманий степ можна побачити лише в парку.

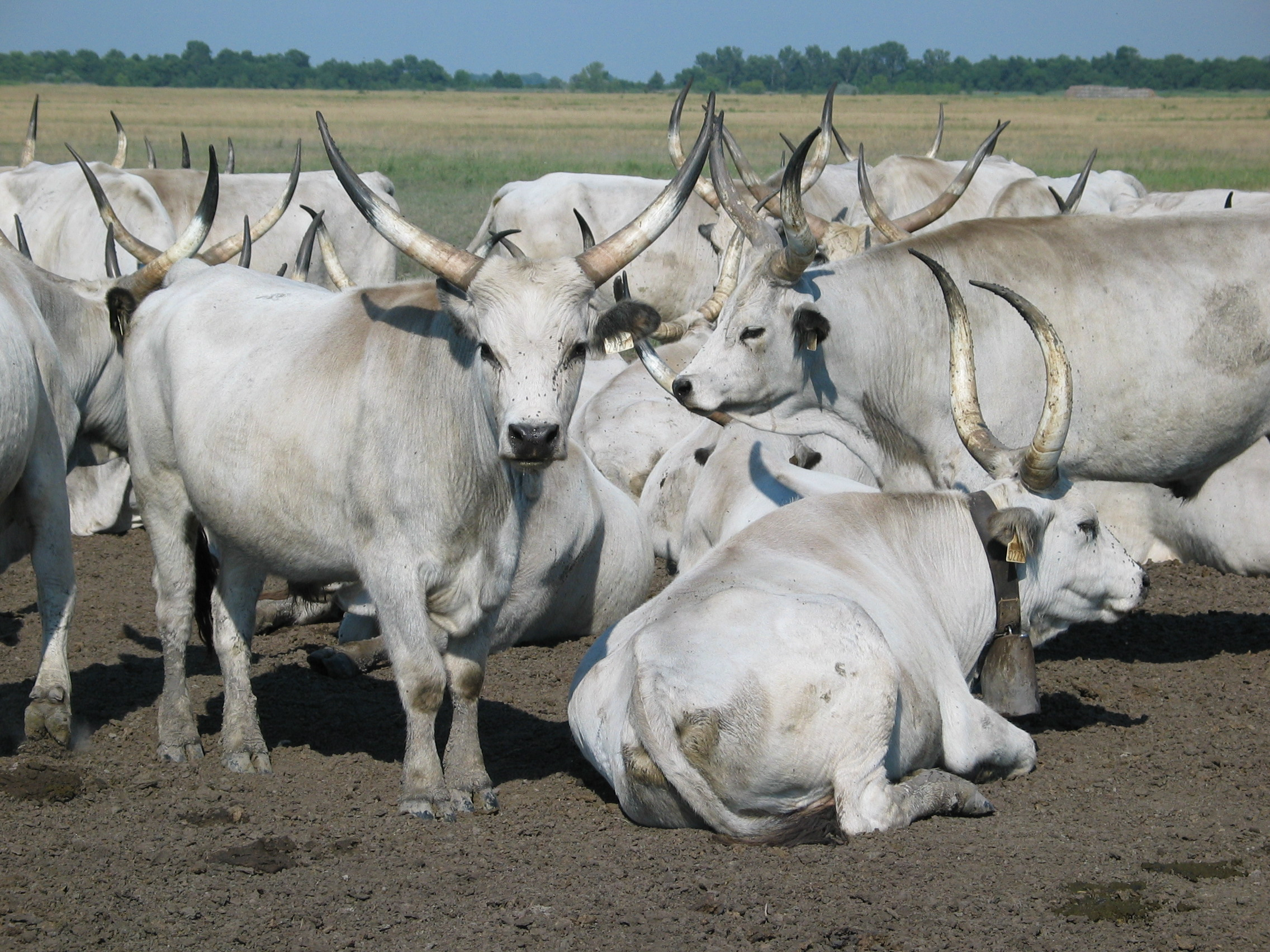
Сірі угорські бики

Клімат Гортобадю континентальний, посушливий. Кількість опадів за рік становить близько 500 мм. Влітку в парку дуже спекотно, часті сильні вітри, іноді утворюються смерчі. У Гортобаді влітку часто можна спостерігати міражі. Середня висота поверхні над рівнем моря — 92 м. Найвища точка — пагорб Бюрьок — 105 м.
Територія сучасного національного парку з давніх-давен служила місцевому населенню як пасовище. До нашого часу збереглися тут стада буйволів, сірих угорських биків,  кіз і  овець породи «рацька», чисельність яких в XX ст. різко знизилася, і які були взяті під охорону після утворення національного парку. Також довгу традицію має гортобадьське конярство, в селі Мате знаходиться конезавод, де вже понад трьох століть розводять коней породи «ноніус». Щорічно в червні в парку проводиться «Свято скакунів», яке привертає велику кількість туристів і любителів коней.
У парку мешкає 342 види птахів, 152 види тут гніздяться. Серед найпримітніших птахів парку —  дрохви,  чаплі, орли могильники тощо. Парк відіграє важливу роль у Східній Європі як місце передміграційних скупчень сірих журавлів.
На початку XX ст. на місці солончакових боліт, що утворилися зі стариць штучно випрямленої Тиси, було створено ланцюг ставків, у яких розводиться риба.